# Leichtathletik-Weltmeisterschaften 2011/Teilnehmer (Gabun)
| Gelbes Symbol für Goldmedaillen mit stilisierten Olympischen Ringen | Graues Symbol für Silbermedaillen mit stilisierten Olympischen Ringen | Braundes Symbol für Bronzemedaillen mit stilisierten Olympischen Ringen |
| ------------------------------------------------------------------- | --------------------------------------------------------------------- | ----------------------------------------------------------------------- |
| —                                                                   | —                                                                     | —                                                                       |

Der Leichtathletik-Verband Gabuns stellte bei den Leichtathletik-Weltmeisterschaften 2011 im koreanischen Daegu zwei Teilnehmer.

## Ergebnisse

### Männer

#### Laufdisziplinen
| Athlet             | Disziplin | Vorlauf         | Vorlauf | Halbfinale | Halbfinale | Finale        | Finale        |
| Athlet             | Disziplin | Zeit            | Platz   | Zeit       | Platz      | Zeit          | Platz         |
| ------------------ | --------- | --------------- | ------- | ---------- | ---------- | ------------- | ------------- |
| Christian Ngningba | 5000 m    | 18:44,06 min PB | 36      |            |            | ausgeschieden | ausgeschieden |

### Frauen

#### Laufdisziplinen
| Athletin          | Disziplin | Vorlauf | Vorlauf | Halbfinale | Halbfinale | Finale        | Finale        |
| Athletin          | Disziplin | Zeit    | Platz   | Zeit       | Platz      | Zeit          | Platz         |
| ----------------- | --------- | ------- | ------- | ---------- | ---------- | ------------- | ------------- |
| Ruddy Zang Milama | 100 m     | 11,19 s | 9       | 11,43 s    | 10         | ausgeschieden | ausgeschieden |